# Oh Laura
Gli Oh Laura sono un gruppo musicale svedese formato nel 2004 da Frida Öhrn, Jocke Olovsson, Jörgen Kjellgren, Rikard Lidhamn e Magnus Olsson.

## Carriera
Gli Oh Laura sono saliti alla ribalta nel 2007 con il loro singolo di debutto Release Me, che ha raggiunto la 5ª posizione della classifica svedese ed è stato certificato disco di platino con oltre 20 000 copie vendute a livello nazionale, oltre a vincere il premio P3 Guld per la canzone dell'anno. Il singolo è inoltre arrivato 47º in classifica nel Regno Unito. L'album di debutto del gruppo, A Song Inside My Head, a Demon in My Bed, ha debuttato al 3º posto in Svezia. L'anno successivo hanno vinto il primo premio al Festival internazionale della canzone di Sopot, in Polonia. Il loro secondo album, The Mess We Left Behind, è uscito nel 2012.

## Formazione
- Frida Öhrn – voce, armonica a bocca
- Joakim Olovsson – chitarra elettrica
- Jörgen Kjellgren – chitarra
- Rikard Lidhamn – basso
- Magnus Olsson – batteria

## Discografia

### Album
- 2007 – A Song Inside My Head, a Demon in My Bed
- 2012 – The Mess We Left Behind

### Singoli
- 2007 – Release Me
- 2007 – It Ain't Enough
- 2008 – The Mess You Left Behind
- 2012 – California